# Han Ji-won
Han Ji-won (koreanisch 한지원; * 9. April 1994) ist ein südkoreanischer Fußballspieler. Aktuell steht er beim Ansan Greeners FC unter Vertrag.

## Karriere

### Jugendzeit
Seine Ausbildung fing er an der Yeongsaeng Middle School 2010 an. Von 2011 bis 2012 ging er anschließend auf die Bukyeong High School, ehe er danach von 2013 bis 2015 auf die Konkoook-Universität ging und dort seine Ausbildung abschloss. 

### Fußball-Karriere in Südkorea
Han Ji-won wechselte nach seiner Ausbildung zum Erstligisten Jeonnam Dragons, für die er bis Ende 2017 insgesamt acht Mal auflief. Danach wechselte er zu Ansan Greeners FC.